# Pierrefontaine-les-Varans
Pierrefontaine-les-Varans je naselje in občina v francoskem departmaju Doubs regije Franche-Comté. Leta 1999 je naselje imelo 1.351 prebivalcev.

## Geografija
Kraj leži v pokrajini Franche-Comté 52 km vzhodno od Besançona.

## Uprava
Pierrefontaine-les-Varans je sedež istoimenskega kantona, v katerega so poleg njegove vključene še občine Consolation-Maisonnettes, Domprel, Flangebouche, Fournets-Luisans, Fuans, Germéfontaine, Grandfontaine-sur-Creuse, Guyans-Vennes, Landresse, Laviron, Loray, Orchamps-Vennes, Ouvans, Plaimbois-Vennes, La Sommette, Vellerot-lès-Vercel, Vennes, Villers-Chief in Villers-la-Combe s 6.894 prebivalci.
Kanton Pierrefontaine-les-Varans je sestavni del okrožja Pontarlier.